# Клэр (остров)
Клэр (ирл. Oileán Chliara, англ. Clare Island) — остров вблизи западного побережья Ирландии, в заливе Клю, графство Мейо. Наиболее известен замком Грануаль, базой известной ирландской предводительницы пиратов (здесь расположены её замок и семейная часовня, в которой она, вероятно, была захоронена). Население — 168 чел. (2011).
На юго-запад от Клэра расположен остров Кахер и необитаемый остров Иништурк.
Между 1909 и 1911 годами белфастский натуралист Роберт Ллойд Прегер (Robert Lloyd Praeger) провёл исчёрпывающее биологическое исследование острова, уникальное для своего времени и послужившее основой для последующих исследований. Новое изучение острова было проведено с 1990 по 2005 годы; шестой том был опубликован в 2007 году.